# Ковзання часу

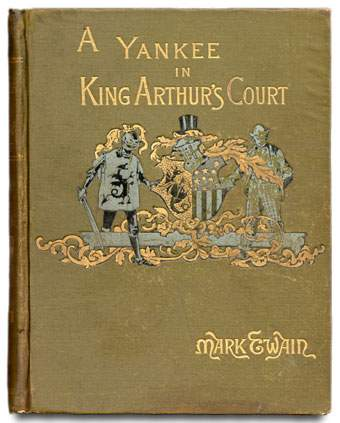
Класика ковзання часу

Проміжок часу — сюжетний прийом у фентезі та науковій фантастиці, у якому людина або група людей ніби подорожує в часі невідомим шляхом.
Ідея ковзання в часі була використана у фентезі ХІХ століття, раннім прикладом є твір Вашингтона Ірвінга 1819 року «Ріп Ван Вінкль», де механізмом подорожі в часі є надзвичайно довгий сон. Наприкінці століття історичний роман Марка Твена «Янкі з Коннектикуту при дворі короля Артура» був популяризований наприкінці століття завдяки історичному роману Марка Твена, який мав значний вплив на пізніших письменників.
Ковзання в часі є одним із головних сюжетних прийомів історій про подорожі в часі, іншим є машина часу. Різниця полягає в тому, що в історіях проковзування часу головний герой зазвичай не контролює та не розуміє процесу (який часто взагалі ніколи не пояснюється), і він або залишений у минулому чи майбутньому часі, і повинен використовувати його якнайкраще, або зрештою повертається через процес, такий же непередбачуваний і неконтрольований, як і вихід. У реалістичній художній літературі та мемуарах дослідницькі та архівні процеси часто вбудовані в історію, як частина шляху відкриття головного героя та читача.
Палеонтолог Джордж Гейлорд Сімпсон написав новелу, опубліковану посмертно, «Дехронізація Сема Магрудера» про вченого, який відчуває ковзання часу з 2162 року назад у крейдяний період. У даному випадку зрив часу випадковий, але герой розуміє механізм, який виник завдяки його дослідам квантової природи часу.
Сюжетний прийом популярний і в дитячій літературі.